# バレンティン・ポパルラン
バレンティン・ポパルラン（Valentin Popârlan、1987年6月12日 - ）は、ルーマニアのラグビーユニオン選手。

## プロフィール
- ルーマニア・ビジル出身[1]。
- ポジションはロック(LO)、フランカー(FL)。
- 身長 196cm、体重 117kg
- ルーマニア代表通算キャップ数は75でラグビーワールドカップ2011・ラグビーワールドカップ2015のルーマニア代表に選ばれた[2]。

## 略歴
CSAステアウア・ブクレシュティ、ティミショアラ・サラセンズを経て、2013年、ブカレスト・ウルブズに加入。